# Carampane
Mit Carampane wird in Venedig ein Teil der Insel Rialto im Sestiere San Polo bezeichnet, in dem ab etwa 1422 vor allem Prostituierte wohnten und arbeiteten. In diesem Jahr wurden sie gezwungen, vom etwa 1360 eingerichteten Castelletto in ihr neues Quartier in der Gemeinde San Matteo zu ziehen, das am Rande der Rialto-Insel lag, dort, wo sich das wirtschaftliche Zentrum befand und wo die meisten Nichtvenezianer hinkamen.

## Muster der Stadtnutzung

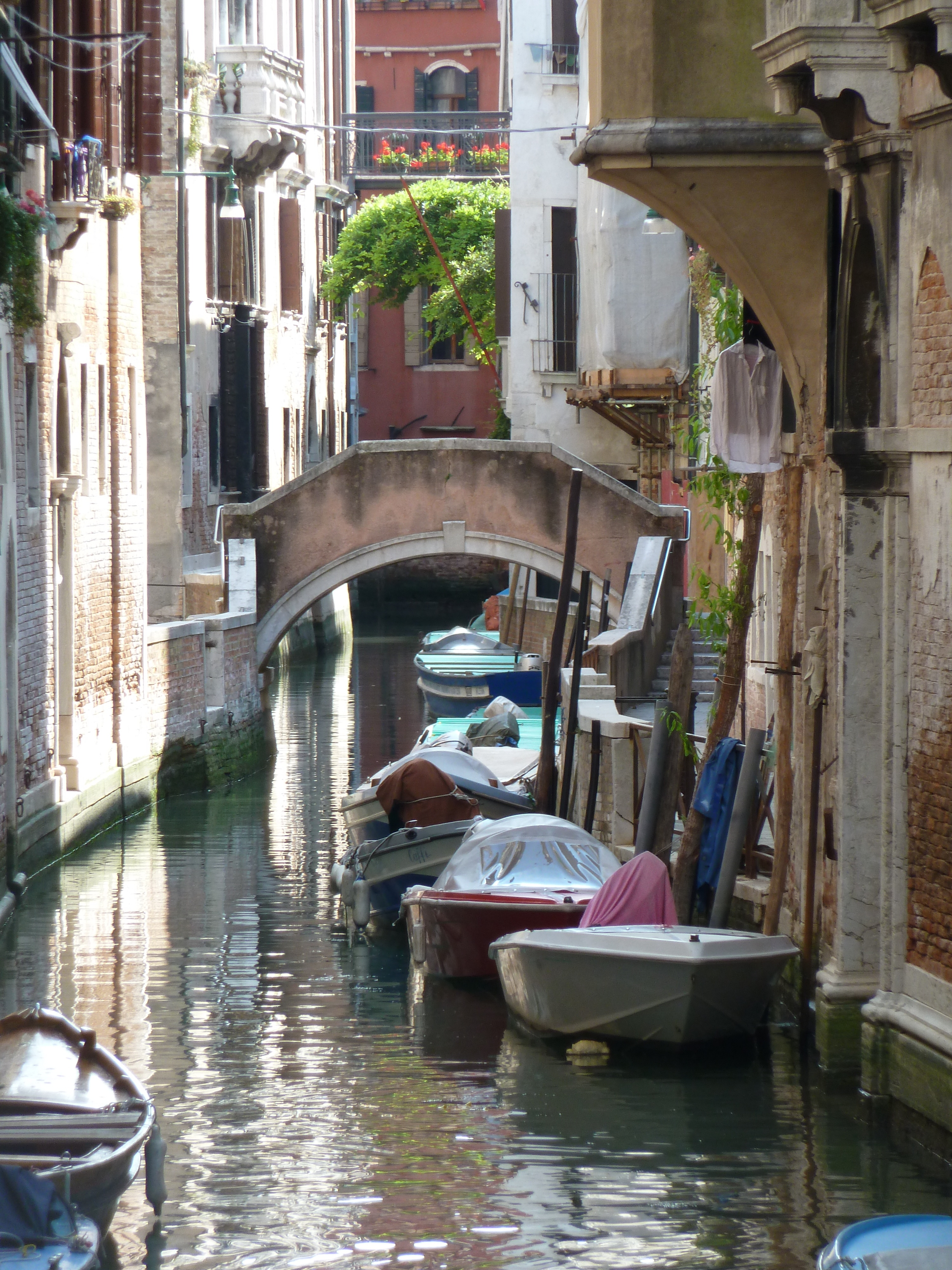
Rio San Cassan mit Ponte de le Tette

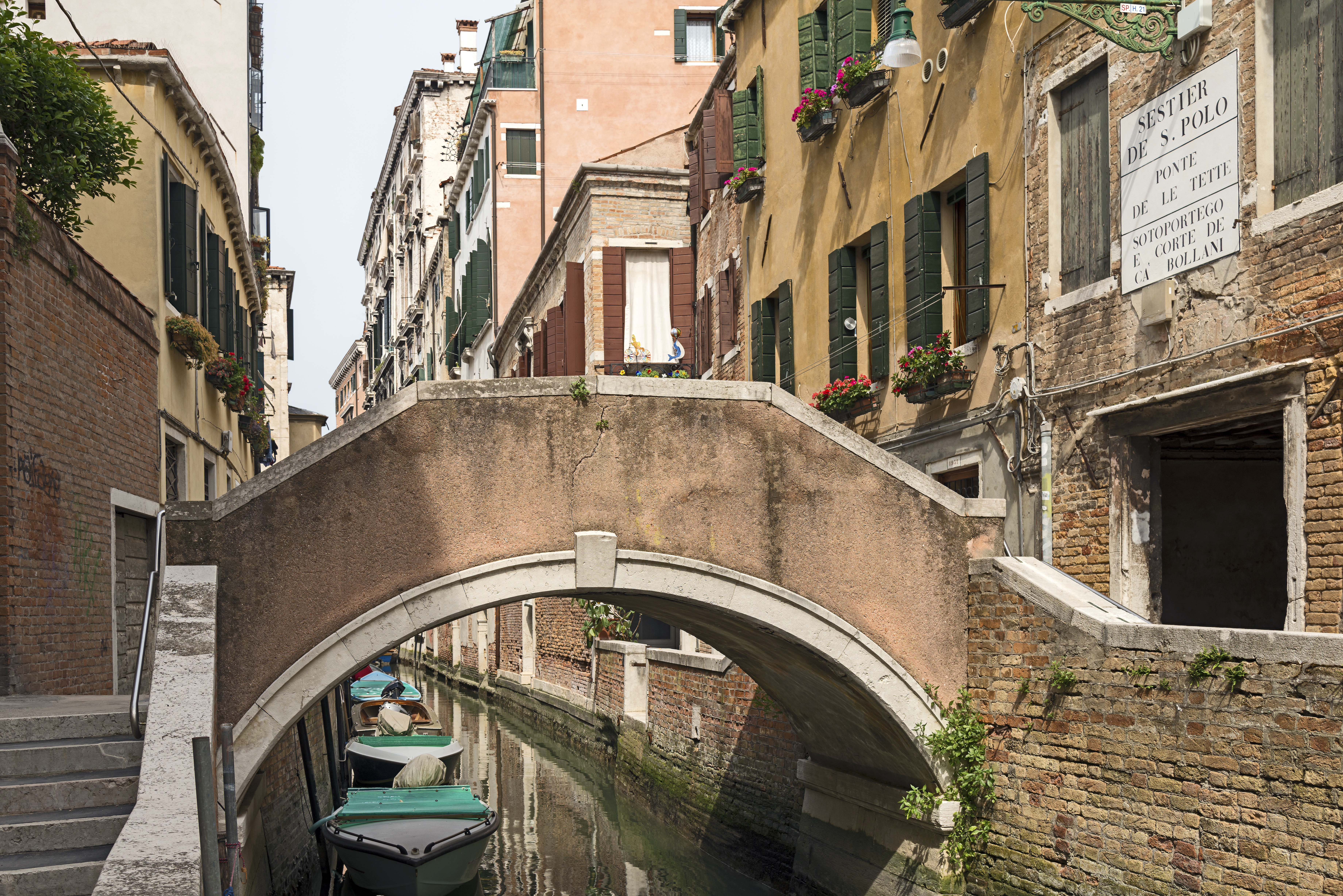
Der Ponte de le Tette

Die Städte der Renaissance neigten zunehmend dazu, den städtischen Raum neu zu deuten und zu nutzen. Dabei dachte man häufig in Dichotomien, d. h. etwas befand sich innerhalb oder außerhalb der Mauern, dies- oder jenseits eines Flusses, oder es war öffentlich oder privat, sakral oder profan, moralisch hochstehend oder niedrig. Zudem erkannte man, dass die Straßen, Gassen und Kanäle, die Kirchen und sonstigen Gebäude hochgradig manipulierbar waren und für bestimmte Zwecke umgedeutet werden konnten. So wurden Straßen zu bestimmten Anlässen derartig geschmückt, dass sie den Anschein des sakralen erweckten, sie wurden zu viae sacrae. Wenn Gefangene verurteilt waren, wurden sie ostentativ zur Reinigung von ihren Vergehen durch die Straßen geführt, so dass diese zu viae purgatoriae wurden.  Schließlich war es der unmittelbare Zugriff auf das Umland und dann auf jeden Teil der Stadt, der die italienische Renaissance-Stadt auszeichnete. Ausführende Organe waren die zahlreichen Ämter, die zu diesem Zweck eingerichtet wurden. Lange vernachlässigt wurde die Tatsache, dass bestimmte Orte Frauen, andere Männern zugewiesen wurden. Orte der Prostitution lagen als moralisch verwerfliche, aber als unvermeidlich und für den Erhalt der Familie nützliche Einrichtungen im Schnittpunkt dieser Zuordnungen auf Raum, Moral und Geschlechter.
In diesem Sinne zugelassene Orte waren das Castelletto, die Rialtobrücke, die Fondamenta delle Tette und die Carampane. An den Fondamenta delle Tette, wo sich auch eine Calle und ein Ponte, also eine Gasse und eine Brücke neben der Uferpromenade eines Kanals befanden, durften die Prostituierten zum Anlocken der Kunden ihre Brüste unverhüllt präsentieren.
Im 16. Jahrhundert kam das Bedürfnis dazu, die Ausbreitung der Syphilis (mal francese) zu verhindern, eine Denkrichtung, die bereits durch die Angst vor der Pest von 1347/48 vorgeformt war. Schließlich kamen Argumente der Ordnung, fiskalische und Gerechtigkeitsargumente ins Spiel.

## Regulierungsmaßnahmen
1460 kam es zu einer Reihe von Regulierungsmaßnahmen, die z. T. dem Schutz der körperlichen Unversehrtheit, aber auch dem vor Ausbeutung dienen sollten. So legte der Rat der Zehn fest, dass kein Inhaber einer Taverne, einer Gaststätte oder eines Badehauses einer Hure mehr als zwei Dukaten pro Monat für Wein, Lebensmittel und Zimmermiete abnehmen durfte. Ohne Erlaubnis der Häupter der Sestieri durften sie weder tagsüber noch nachts die Insel Rialto verlassen, außer samstags – bei Strafe von 10 Lire und 10 Peitschenhieben. Ebenso durften sie nur in das Bordell, wenn sie sich, bei Strafe von 10 Lire und 15 Hieben, vorher bei den Häuptern des Sestiere gemeldet hatten. Auch durften sie nicht als Bürgschaft für irgendetwas eingesetzt werden, oder zu ihren Lasten Geld verliehen werden. Sollte eine Hure ein Zimmer gegenüber der Kirche San Matteo oder bei der ehemaligen Scuola di San Gottardo nehmen, so sollte dieses zugemauert werden. Zuhältern und Anbahnern („lenones et ruffiani“) wurde ihre Tätigkeit, die sie ausübten, weil sie zu faul waren, von eigener Arbeit zu leben, verboten, ansonsten drohte Verbannung für zwei Jahre. Offenbar waren die Bestimmungen und Strafen, die schon 1423 festgelegt worden waren, nicht immer zur Anwendung gekommen. Die Matrona des jeweiligen Bordells sammelte und verwaltete hingegen sämtliche Einkünfte und verteilte sie jeden Monat unter die Huren.
1539 setzten die Provveditori alla Sanità, die Aufseher für die Gesundheit, durch, dass die Prostituierten, die weniger als zwei Jahre in Venedig gelebt hatten, die Stadt verlassen mussten. Diese Entscheidung hing damit zusammen, dass man fürchtete, die wegen der Pest aus Mailand vertriebenen Prostituierten würden nach Venedig kommen. Neben ihnen warf die Regierung 4000 bis 5000 Bettler aus der Stadt. Außerdem durften die verbliebenen Huren nicht in der Nähe heiliger Stätten, also vor allem nicht im Umkreis von Kirchen wohnen, und sie durften sie auch nicht betreten, wenn Frauen von gutem und respektablem Stand sich dort aufhielten. Außerdem durften sie keine Frauen mehr beschäftigen, die jünger als 30 Jahre waren; umherreisende Dienerinnen durften nicht mehr bei ihnen übernachten, sondern mussten in einem genau zu diesem Zweck ausgewiesenen Haus wohnen, das in jeder Gemeinde eingerichtet werden sollte. Dass die Forderung, alle Huren hinauszuwerfen, die weniger als zwei Jahre in Venedig gelebt hatten, nicht dauerhaft durchsetzbar war, belegt die Tatsache, dass der gleiche Beschluss 1572 wiederholt wurde. Allerdings wurde die Frist von zwei auf fünf Jahre verlängert. Zudem verschob sich der Akzent nun auf den Schutz der Jugend vor den Frauen und zugleich versuchte die Regierung zu verhindern, dass sich die Frauen wie Männer kleideten und kurzhaarige, pilzartige Frisuren zulegten, die das Gesicht zum Teil verdeckten. Die Haare sollten nach hinten gelegt werden, um die Frauen so zu zeigen, wie Gott sie ihrer Meinung nach geschaffen hatte. Auch wurde den Gondolieri strikt untersagt, die Huren auf den Kanälen umherzufahren.

## Ende der Begrenzung auf die Carampane
Doch im Laufe des 16. Jahrhunderts gelang es immer weniger, die Prostitution auf den engen Bezirk um die Carampane zu begrenzen. Zwar bemühte sich der Senat, das Ansprechen von Besuchern des Markusplatzes zu verhindern, doch zumindest während des Karnevals und der Festa della Sensa war dies ein aussichtsloses Unterfangen. Dabei standen die Frauen oftmals in Gruppen beisammen und sprachen jeden potentiellen Kunden an. Dieses massive Auftreten wurde sogar als Grund vermutet, warum es lange in Venedig nicht in Mode war, durch die Straßen zu flanieren. Selbst wenn man mit einem Gondoliere vereinbart hatte, man wolle nur zur Erholung ausfahren (a spasso), wurde man häufig zu einer Kurtisane gefahren.
Zu dieser Zeit war das Konzept der Carampane, also die Huren in einem Quartier zu konzentrieren, längst gescheitert und 1498 aufgegeben worden. Marin Sanudo erwähnt in seinen Diarien, dass es 1519 genau 11.643 Huren in der Stadt gab, wenn darin auch eine Übertreibung liegen mag. Am 21. Februar 1543 klagte ein Senatsbeschluss, dass exzessiv viele Huren in der Stadt seien, und dass man sie in jeder Gasse finde. Zudem seien sie so gut gekleidet, dass sie leicht mit den anderen Frauen verwechselt würden. Um sie zumindest von den Frauen höheren Standes abzugrenzen, wurde ihnen das Tragen von Gold, Silber und Seide untersagt, Seide durfte nur Teil der Haube sein. Sie durften keine cadenelle (Halsketten) oder Ringe tragen, weder mit noch ohne Edelsteine. Darüber hinaus sollten diese Bestimmungen auch dann gelten, wenn sie sich gar nicht in Venedig aufhielten. In ihren Häusern durften sie nur bescheidenes Mobiliar und nur Stoffe aus Bergamo und Brescia ohne Dekor besitzen. Bei dieser Gelegenheit versuchte man auch, die meretrices von den übrigen Frauen abzugrenzen. Demnach waren es entweder unverheiratete Frauen, die Geschäfte und Verkehr (comertio et praticha) mit einem oder mehreren Männern hatten, oder verheiratete Frauen, die nicht bei ihren Ehemännern wohnten, die aber ebenfalls comertio unterhielten.

## Kurtisanen und Huren
Neben der Tatsache, dass sich die Prostitution nie auf die Carampane beschränken ließ, kam es zu einer Aufwertung der Kurtisane in Abgrenzung von den dortigen Frauen. 1535 erschien der Catalogo di tutte le principal et più honorate cortigiane di Venezia, der Namen, Preise, Qualitäten und Kupplerinnen nannte. Die Frauen dieses Ansehens saßen berühmten Malern Modell und kamen auf diesem Umweg in die Kirchen. Den Widerspruch zur permanenten Gefährdung durch Obrigkeit, Diffamierung, Krankheit und ungesichertes Altern konnte diese Mythisierung jedoch nicht aufheben. Dabei standen die Preisdifferenzen, die der Catalogo angibt, in einem Verhältnis von 1 zu 30.
Die oberste und über Geschenke bestbezahlte Gruppe bildeten die cortigiane oneste, die ehrbaren Kurtisanen, die oftmals nur einen Freier hatten, dann folgten die weniger angesehenen cortigiane da candela oder die cortigiane da lume. Sie betrieben ihre Geschäfte in den Hinterzimmern von Läden und waren auf mehr als einen Freier angewiesen. 1524 unterschied erstmals ein Gesetzestext ausdrücklich zwischen Kurtisanen und Huren (cortigiane vs. putane over meretrice). Prostituierte, die Mädchen bei sich aufzogen und sie adoptierten, sicherten sich häufig den Lebensabend, indem sie diese nun für sich arbeiten ließen.
Die Carampane waren gegen Ende der Republik Venedig ein weniger abgeschlossener Bezirk, zudem wurde 1776 der Rio de le carampane zugeschüttet. Dort befindet sich heute der Campiello del Bonomo.